# Romantische Lieder
Romantische Lieder ist eine Gedichtsammlung von Hermann Hesse von 1898/1899. Sie war sein erstes veröffentlichtes Buch.

## Hintergründe
Der junge Hermann Hesse hatte als Buchhhändlerlehrling und  -gehilfe in Tübingen die Möglichkeiten, viele Werke der deutschen Literatur zu lesen. Ein Hauptinteresse galt dabei Dichtern der Romantik, wie Clemens von Brentano, Joseph von Eichendorff, Novalis und Ludwig Tieck Tieck.
Seit 1896 veröffentlichte er erste Gedichte in Zeitschriften.
Im Herbst 1898 wurde sein erster Gedichtband Romantische Lieder im Verlag E. Pierson’s in Dresden herausgegeben (der aber das Jahr 1899 im Titelblatt hatte). Hesse hatte 175 Mark Zuschuss für die Veröffentlichung gezahlt. Das Buch verkaufte sich kaum, 1900 berichtete er von 54 verkauften Exemplaren der Auflage von 600.
Im Sommer 1899 folgte der Prosaband Eine Stunde hinter Mitternacht, der ebenfalls ein wirtschaftlicher Misserfolg wurde. 1904 wurde Hermann Hesse mit dem Roman Peter Camenzind bekannt, der eines der meistgelesenen Bücher des Jahres wurde.
Die Romantischen Lieder  wurden 1973 in den Gesammelten Werken neu herausgegeben. 1977 erschien eine deutschsprachige Ausgabe in Japan.
Der Komponist Christian Immo Schneider veröffentlichte 1935 Zehn romantische Lieder nach Texten von Hermann Hesse,  darunter einige aus dem ersten Gedichtband. Ein Exemplar der Originalausgabe von 1899 wurde 2020 für 2000 Euro versteigert.

## Inhalt und Rezeption
Die Gedichte sind stilistisch und inhaltlich stark geprägt von Texten aus der Romantik. Sie sind damit ein idealtypisches Beispiel für die neue Richtung der Neuromantik in der Literatur, die genau dadurch gekennzeichnet ist.

„Ganz evident und in einem epigonalen Sinne frappant ist schließlich, und zwar auch in Sprache und inhaltlicher Gestaltung, die Anlehnung an die Romantik in der Lyrik Hermann Hesses, dessen erste Publikation  nicht umsonst den Titel Romantische Lieder (1899) trug.“

Dieses ist auch in den bevorzugten Themen sichtbar

„Bilder und Töne der Sehnsucht, des Heimwehs, einer müden Trauer und Schwermut herrschen in diesen Gedichten vor. Es sind Träume eines einsamen und empfindsamen Herzens, das sich in der Welt nicht zurechtfindet und sich nun der Klage und dem Verzicht ergibt.“

Hermann Hesse bekannte entschuldigend in einem Brief an die besorgte Mutter 1898, bezüglich der kritisierten Qualität der Texte

„Ich nehme es als Abschluß einer Periode und glaube, daß auf mein ferneres Dichten von ihnen aus kein Schluß zulässig ist.“

Später erinnerte er sich

„Wie wichtig schien mir im Herbst 1899 dieses kleine Büchlein als ich das erste Exemplar meines ersten Buches in der Hand hielt! Ich bin dem treu geblieben, was ich damals begonnen habe, aber es war ein mühsamer Weg, und die Mühe hat sich (nicht [?]) gelohnt.“